# 葛汉栋
葛汉栋（1949年12月—），江苏南通人。1973年1月加入中国共产党。湖南师范大学中国语言文学专业毕业，中国社会科学院研究生院财贸经济系商业经济专业在职研究生。历任中共湖南省委组织部党政干部处干事；新邵县委书记；湖南省林业厅副厅长、厅长等职。2008年3月退二线，任湖南省人民代表大会常务委员会委员、财经委员会主任委员。